# Direitos LGBT na Jordânia
As pessoas LGBT na Jordânia enfrentam-se a certos desafios legais e sociais não experimentados por outros residentes. Jordânia é considerado um dos países árabes mais tolerantes. As relações homossexuais privadas entre adultos foram legalizadas novamente em 1951, ainda que as mostras públicas de afeto podem ser perseguidas por atentar contra a moral pública.

## Aspectos legais
Jordânia fez parte do Império Otomano até sua partição depois da I Guerra Mundial. Existem numerosos testemunhos homoeróticos de todo este período que indicam que, ainda que reprovada pelas autoridades religiosas, a homossexualidade era uma prática comum entre as elites políticas no âmbito privado. Em 1858, durante as reformas do Tanzimat, aprovou-se o primeiro Código Penal, descriminalizando a homossexualidade em todo o território otomano.
Depois da dissolução do Império Otomano, o Mandato Britânico da Palestina aprovou um novo Código Penal em 1936 cujo artigo 152 penalizava a sodomia com até 10 anos de prisão. Em 1946 Jordânia conseguiu sua independência e em 1951, depois da revisão do Código Penal, legalizou-se qualquer tipo de relação consensual e não comercial entre adultos, estabelecendo a idade de consentimento sexual aos 16 anos. O novo Código Penal de 1960 continuou permitindo estas relações, ainda que seu artigo 320 sobre o comportamento indecente em lugares públicos é utilizado em ocasiões contra as pessoas LGBT. A homossexualidade feminina nunca foi penalizada.
Em 2014 a Corte de Cassação permitiu pela primeira vez a mudança de sexo na documentação de uma mulher transexual depois de ter-se submetido a cirurgia.

## Condições sociais
Ainda que existem alguns cafés na capital considerados simpatizantes LGBT, a maioria das pessoas LGBT em Jordânia mantêm sua condição oculta por medo a represálias. Em 2007 começou a publicar-se on-line em inglês uma das primeiras revistas LGBT do mundo árabe, My.kali,  editando-se também em árabe desde 2016.
Não existem associações LGBT em Jordânia e desde 2008 a Lei de Sociedades obstaculiza a fundação de qualquer organização ao ficar baixo o controle das autoridades. No entanto, desde 2014, várias dezenas de ativistas celebram o Dia Internacional contra a Homofobia.

## Tabela Sumária
| Homossexualidade descriminalizada                  | (de 1858 a 1936 como parte do Império Otomano; e desde 1951) |
| Idade de consentimento igual                       | (desde 1951; 16 anos)                                        |
| Leis antidiscriminatórias no trabalho/emprego      | No                                                           |
| Leis antidiscriminatórias em todas as outras áreas | No                                                           |
| Aprovação formal para reatribuição de sexo         | Yes                                                          |
| Direito a modificar documentação legal de género   | Yes                                                          |